# Alliopsis simulivora
Alliopsis simulivora är en tvåvingeart som beskrevs av Ackland 2006. Alliopsis simulivora ingår i släktet Alliopsis och familjen blomsterflugor. Inga underarter finns listade i Catalogue of Life.